# محافظة أسيوط
محافظة أسيوط من محافظات صعيد مصر تقع شمال سوهاج وجنوب المنيا. عاصمتها مدينة أسيوط، تتوسط محافظات الصعيد. واسمها مشتق من الكلمة الفرعونية «سيوت» أي الحارس. تقع أسيوط بين مرتفعين جبليين ولذلك فمناخها قاري متطرف وهي تعد العاصمة التجارية للصعيد. وتشتهر بأحيائها القديمة وأضرحتها خاصة في مدينة أسيوط وأبوتيج وصدفا.

## أصل التسمية
أقام قدماء المصريين مدينة أسيوط على نهر النيل وكان اسمها في ذلك الوقت سيوط وهو مشتق من كلمة (سأوت) وتعني الحارس باللغة المصرية القديمة وقد أضاف العرب إلى الاسم حرف الألف فأصبحت أسيوط وهكذا احتفظت أسيوط باسمها كما احتفظت بمكانتها كعاصمة عبر العصور فكانت في عهد الفراعنة قاعدة للإقليم الثالث عشر وكان يسكنها نائب الملك وفي عهد الإغريق قسّمت مصر إلى الدلتا ومصر الوسطى ومصر العليا وكانت أسيوط عاصمة أحد هذه الأقسام كما كانت عاصمة للقسم الشمالي في عهد الرومان وفي عهد محمد علي قُسّمت مصر إلى سبع ولايات إحداها تضم جرجا وأسيوط وسُمّيت نصف أول وجه قبلي وعاصمتها أسيوط .

## دورها في تاريخ مصر القديم

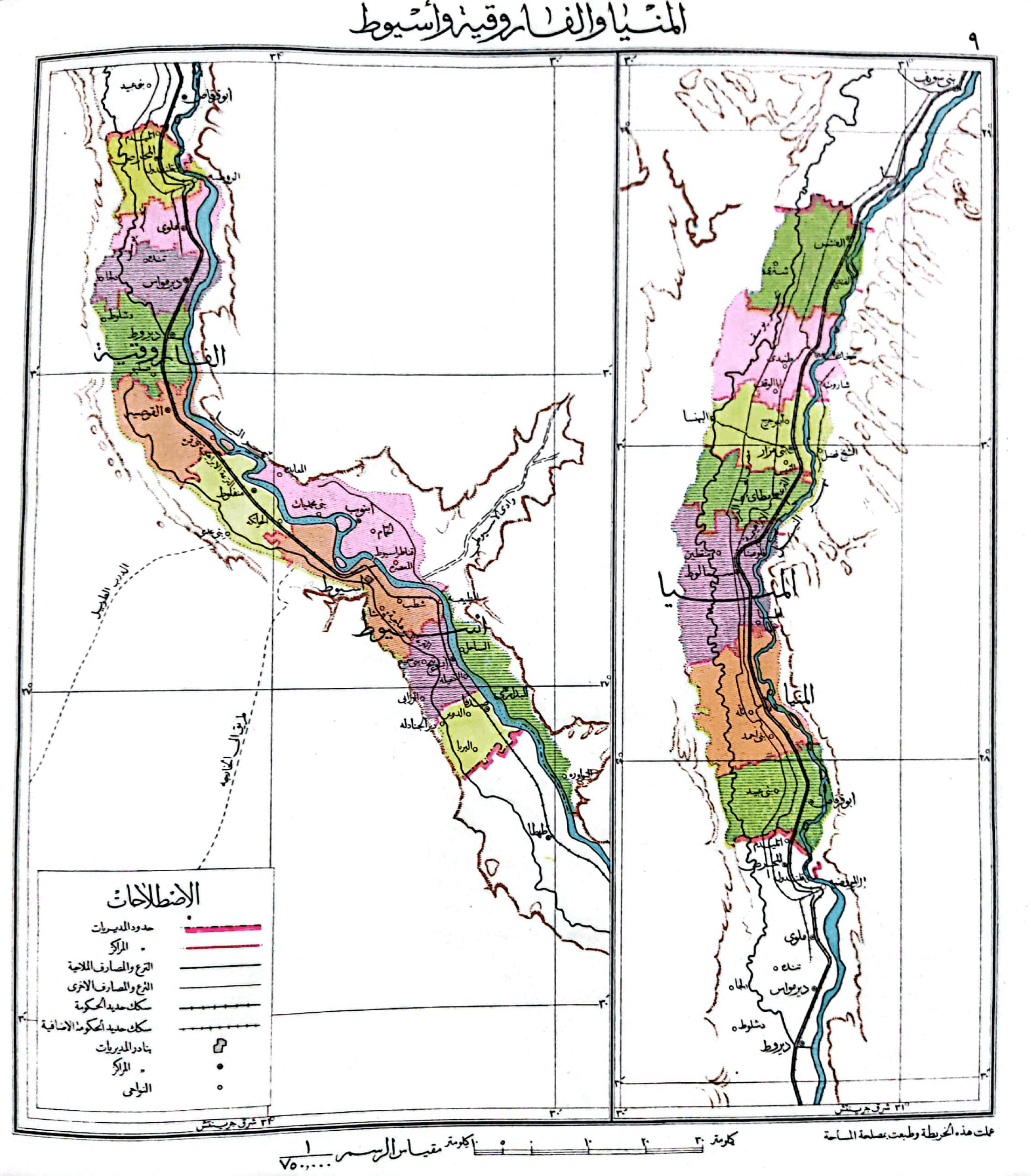
خريطة لمديريات المنيا وأسيوط ومديرية الفاروقية المقترحة سنة 1951

يبدأ دور أسيوط في التاريخ منذ العهد الفرعوني عندما انضمت إلى طيبة عاصمة البلاد في نضالها ضد الهكسوس وطردهم من البلاد وقد أدت تبعية أسيوط إلى السلطة المركزية العليا إلى توجيه مصر للحكم الأغريقي وغدت بعد موت الإسكندر الأكبر ليحكمها البطالمة الذين احتفظوا بنظام البلاد (مصر العليا ومصر السفلى)
وفي العصر الروماني وجه الرومانيون اهتمامهم للأقاليم الشمالية المطلة على البحر المتوسط والقريبة منه مما أدى إلى ازدهارها وتخلٌف مدن الوجه القبلي وعندما دخلت المسيحية مصر في عهد الرومان لم يرحب الرومان بانتشار الديانة الجديدة وقد أدى الاضطهاد إلى نزوح المسيحية إلى المناطق الخالية نسبيا.
بخضوع مصر تحت الحكم العربي دخل كثير من أهلها الدين الإسلامي وفي عهد المماليك زار أسيوط الرحالة الشهير بن بطوطة وقال عنها: هي مدينة رفيعة وأسواقها بديعة. وتعتبر محافظة أسيوط من أعرق محافظات مصر وقد اكتسبت أهميتها في مصر القديمة لما لها من موقع متوسط من أقاليم مصر الفرعونية ولكونها مركزا رئيسيا للقوافل التجارية المتجهة إلى الواحات بالصحراء الغربية وبداية درب الأربعين الذي يصل إلى دار فور وكردفان بالسودان

### الحدود الإدارية في العصور الفرعونية
كانت محافظة أسيوط بحدودها الإدارية الحالية تضم في العصور الفرعونية خمس أقاليم رئيسية وهي:
1. المقاطعة الرابعة عشرة «قيس» ومكانها الحالي مدينة القوصية ومعبودها حتحور
2. المقاطعة الثالثة عشرة «سأوت» ومكانها الحالي مدينة أسيوط ومعبودها آوب واوات
3. المقاطعة الثانية عشرة «برعنتي» ومكانها الحالي البر الشرقي لمدينة أسيوط ومعبودها حورس.
4. المقاطعة الحادية عشرة «شس حتب» ومكانها الحالي قرية شطب ومعبودها حورس
5. المقاطعة العاشرة «واجت» ومكانها الحالي البداري ومعبودها آوب واوات.

## التقسيمات الإدارية
تتكون المحافظة من 11 مركز، 11 مدينة، حيين، و 52 وحدة محلية قروية تضم 235 قرية و 971 عزبة ونجع.
مراكزها هي:
- ديروط
- القوصية
- أبنوب
- منفلوط
- أسيوط
- الفتح
- أبو تيج
- الغنايم
- ساحل سليم
- البداري
- صدفا

## السياحة
تضم محافظة أسيوط تراثا حضاريا من مختلف العصور سواء العصر الفرعوني والروماني والقبطي والإسلامي. وتعد محافظة أسيوط من مناطق الجذب السياحي لتوافر المقومات السياحية الآتية:

### معالم فرعونية
- حضارة دير تاسا.
- حضارة البداري.
- آثار مير
- آثار قصير العمارنة
- آثار دير ريفا
- آثار شطب
- لوحات حدود مدينة أخناتون
- آثار كوم دارا بعرب العمايم
- آثار الهمامية
- آثار عزبة يوسف
- آثار دير الجبراوي
- آثار عرب العطيات
- آثار المعابدة

### معالم قبطية
- دير المحرق بالقوصية
- دير العذراء بجبل أسيوط الغربي
- دير البابا أثناسيوس الرسولي بقرية الزاوية بمركز أسيوط
- دير الأنبا صرابامون بديروط الشريف
- دير الشهيد مارمينا «الشهير بالدير المعلق» بأبنوب
- دير الأنبا تاوضروس المشرقي بصنبو
- دير الأنبا أبللو وأبيب (آثار باويط) ديروط
- دير السيدة العذراء بدير الجنادلة
- دير الأمير تادرس الشطبي بمنفلوط
- دير الشهيد مارمينا بصنبو
- دير الأنبا كاراس السائح بديروط
- كنيسة القديس مار مرقس الرسول التي تجلت عليها السيدة العذراء
- دير الأنبا مقار (الأنبا مكاريوس الكبير) الأثري بمدينة أبو تيج
- دير القديس (الأنبا هرمينا السائح) بالبداري
- دير أبو سيفين بالجاولي (منفلوط)
- دير الأمير تادرس الشطبي الأثري شرق النيل والتابع لإيبارشية منفلوط
- دير الملاك ميخائيل وغبريال ببني مجد بمنفلوط.

### معالم إسلامية
- الوكايل بمدينة أسيوط
- حمام ثابت بمدينة أسيوط
- قنطرة المجذوب بمدينة أسيوط
- جبانة المجذوب بمدينة أسيوط - شارع الإنكشاري بالقيسارية
- المعهد الديني «معهد فؤاد الأول» بمدينة أسيوط
- مسجد المجاهدين بمدينة أسيوط
- مسجد جلال الدين السيوطي بمدينة أسيوط
- مسجد أبو العيون بدشلوط - ديروط.
- مسجد العوامر من عهد عمرو بن العاص بديروط الشريف
- مسجد السيد الفرغل أبوتيج

### المعالم الحديثة

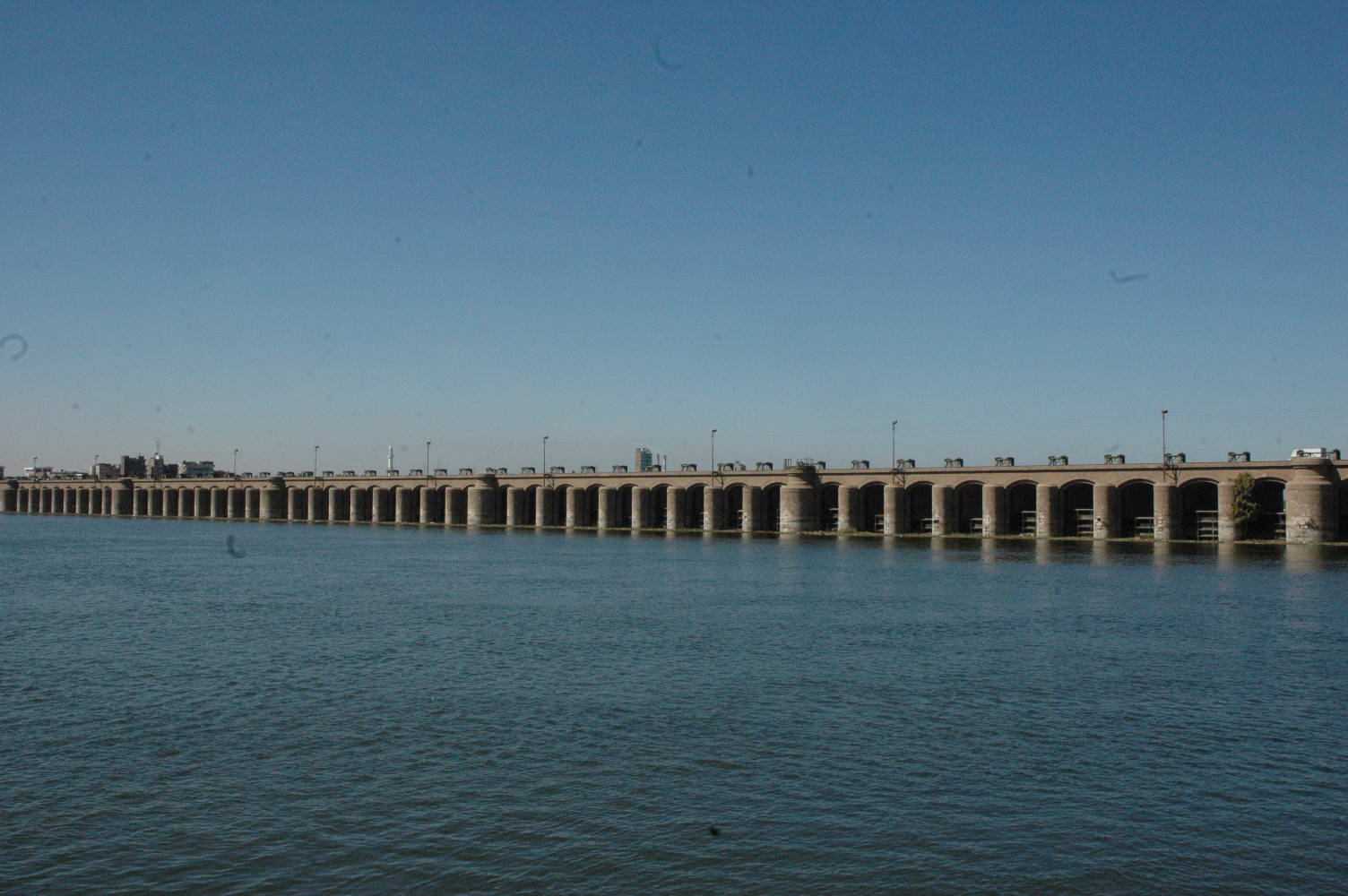
قناطر أسيوط

متحف مدرسة السلام بمدينة أسيوط - جامعة أسيوط - جامعة الأزهر - محمية وادي الأسيوطي - نهر النيل وقناطر أسيوط - المعرض الدائم للهيئة الإقليمية للتنشيط السياحي بالديوان العام - قاعات المؤتمرات الدولية - مناطق الاكتشافات الأثرية الحديثة - المخيم السياحي - مرسى أسيوط السياحي - مرسى حورس السياحي - ميدان أسماء الله الحسنى.

## الزراعة
أهم المحاصيل الزراعية بالمحافظة هي القطن - القمح - الذرة الشامية - الذرة الرفيعة - الفول البلدي.

## المناخ
ويتميز مناخ محافظة أسيوط أنه قاري بارد شتاءً حار صيفا.

## الخدمات الأساسية

### محو الأمية
إجمالي عدد الأميين بالمحافظة عام 2001 (1021080) منهم 166378 بالحضر و 854702 بالريف ومنهم 378404 ذكور و 642676 إناث، عدد فصول محو الأمية عام 2001 (2464) فصل، عدد الملتحقين بفصول محو الأمية عام 2001 (48217) ملتحق منهم 4420 بالحضر و 43797 بالريف ومنهم 13232 ذكور و 34985 إناث.

## أنشطة الصندوق الاجتماعي للتنمية بالمحافظة
منذ عام 2000 حتى عام 2002 قام الصندوق الاجتماعي للتنمية بتنفيذ 260 مشروع بالمحافظة مما خلق 8,639 فرصة عمل جديدة.

## العيد القومي
تحتفل محافظة أسيوط بعيدها القومي في 18 أبريل من كل عام. ويرجع الاحتفال بهذا التاريخ إلى ذكرى ثورة بني عدي التي تقع على طرف الصحراء الغربية لمركز منفلوط وعلى الطريق المؤدي إلى الوادي الجديد.

## علم محافظة أسيوط
علم محافظة أسيوط يضم رمزها وهو قناطر أسيوط باللون البني ونسر صلاح الدين الأيوبي باللون الأصفر رمز القوة وغصن الزيتون رمز السلام باللون الأخضر.